# Diócesis de Gante
La diócesis de Gante (en latín: Dioecesis Gandavensis, en francés: Diocèse de Gand y en neerlandés: Bisdom Gent) es una circunscripción eclesiástica de la Iglesia católica en Bélgica. Se trata de una diócesis latina, sufragánea de la arquidiócesis de Malinas-Bruselas. Desde el 30 de junio de 2025 la diócesis se encuentra en Sede Vacante.

## Territorio y organización

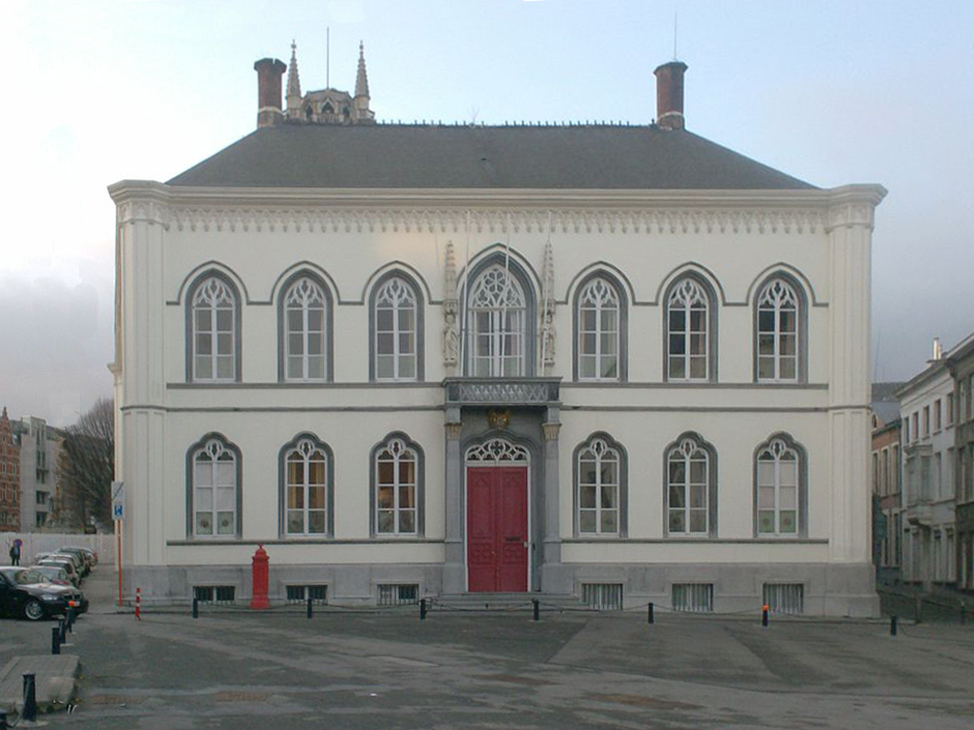
Palacio episcopal de Gante

La diócesis tiene 3026 km² y extiende su jurisdicción sobre los fieles católicos de rito latino residentes en la provincia de Flandes Oriental y en algunas comunas de la provincia de Amberes, entre ellas Zwijndrecht.
La sede de la diócesis se encuentra en la ciudad de Gante, en donde se halla la Catedral de San Bavón. En el territorio diocesano se encuentran tres basílicas menores: Nuestra Señora de Lourdes, en Oostakker (un suburbio de Gante); de San Hermes, en Ronse; y de San Pedro y San Pablo, en Dendermonde.
En 2021 en la diócesis existían 368 parroquias agrupadas en 34 vicariatos.
El patrono de la diócesis es Bavón de Gante.

## Historia
La diócesis fue erigida el 12 de mayo de 1559 con la bula Super universas del papa Paulo IV, obteniendo el territorio de las diócesis de Cambrai (hoy arquidiócesis de Cambrai), Tournai y Utrecht (hoy arquidiócesis de Utrecht).
Gante tenía una importante administración local y fue la sede de la abadía de San Bavón, fundada por Amando de Elnon. Sin embargo, esta abadía fue suprimida y se quitaron los canónigos, trasladándose a la colegiata de San Juan, y cambió su nombre por el de San Bavón. Esta colegiata se convirtió en la sede de la actual diócesis. Originalmente, la diócesis era mucho más grande y contenía la ciudad de Hulst.
A raíz del concordato con la bula Qui Christi Domini del papa Pío VII del 29 de noviembre de 1801, las diócesis de Brujas e Ypres fueron suprimidas y su territorio fue incorporado al de la diócesis de Gante.
El 22 de marzo de 1803 cedió una parte de su territorio para la erección del vicariato apostólico de Breda (hoy diócesis de Breda).
El 27 de mayo de 1834 devolvió una parte del territorio a la diócesis de Brujas, que fue restablecida mediante la bula Romanae Ecclesiae del papa Gregorio XVI.
El 4 de marzo de 1841 cedió otra porción de su territorio al vicariato apostólico de Breda mediante el breve Universi Dominici Gregis del papa Gregorio XVI.

## Estadísticas
Según el Anuario Pontificio 2022 la diócesis tenía a fines de 2021 un total de 1 088 100 fieles bautizados.
| Año                                                                             | Población            | Población | Población      | Sacerdotes | Sacerdotes    | Sacerdotes    | Bautizados por sacerdote | Diáconos permanentes | Religiosos | Religiosos | Parroquias |
| Año                                                                             | Bautizados católicos | Total     | % de católicos | Total      | Clero secular | Clero regular | Bautizados por sacerdote | Diáconos permanentes | Varones    | Mujeres    | Parroquias |
| ------------------------------------------------------------------------------- | -------------------- | --------- | -------------- | ---------- | ------------- | ------------- | ------------------------ | -------------------- | ---------- | ---------- | ---------- |
| 1950                                                                            | 1 131 000            | 1 237 502 | 91.4           | 1679       | 1.285         | 394           | 673                      |                      | 1628       | 9126       | 387        |
| 1970                                                                            | 1 290 000            | 1 321 831 | 97.6           | 1701       | 1254          | 447           | 758                      |                      | 606        | 7012       | 416        |
| 1980                                                                            | 1 300 000            | 1 344 576 | 96.7           | 1432       | 1080          | 352           | 907                      | 9                    | 903        | 5246       | 424        |
| 1990                                                                            | 1 208 900            | 1 350 000 | 89.5           | 1111       | 856           | 255           | 1088                     | 39                   | 678        | 3903       | 427        |
| 1999                                                                            | 1 174 000            | 1 355 000 | 86.6           | 880        | 681           | 199           | 1334                     | 60                   | 538        | 2816       | 427        |
| 2000                                                                            | 1 174 000            | 1 378 702 | 85.2           | 856        | 657           | 199           | 1371                     | 60                   | 474        | 2655       | 427        |
| 2001                                                                            | 1 174 000            | 1 400 000 | 83.9           | 840        | 641           | 199           | 1397                     | 63                   | 474        | 2550       | 427        |
| 2002                                                                            | 1 174 000            | 1 400 000 | 83.9           | 821        | 622           | 199           | 1429                     | 64                   | 456        | 2435       | 425        |
| 2003                                                                            | 1 174 000            | 1 400 000 | 83.9           | 809        | 610           | 199           | 1451                     | 67                   | 477        | 2198       | 427        |
| 2004                                                                            | 1 000                | 1 400 000 | 71.4           | 787        | 588           | 199           | 1270                     | 69                   | 477        | 2055       | 427        |
| 2006                                                                            | 1 000                | 1 398 650 | 71.5           | 753        | 554           | 199           | 1328                     | 73                   | 348        | 1871       | 427        |
| 2013                                                                            | 1 055 000            | 1 477 870 | 71.4           | 486        | 405           | 81            | 2170                     | 92                   | 202        | 1332       | 427        |
| 2016                                                                            | 1 064 000            | 1 480 000 | 71.9           | 416        | 353           | 63            | 2557                     | 95                   | 168        | 1063       | 426        |
| 2019                                                                            | 1 101 000            | 1 558 010 | 70.7           | 349        | 301           | 48            | 3154                     | 93                   | 133        | 826        | 405        |
| 2021                                                                            | 1 088 100            | 1 539 800 | 70.7           | 405        | 265           | 40            | 3567                     | 90                   | 120        | 690        | 368        |
| Fuente: Catholic-Hierarchy, que a su vez toma los datos del Anuario Pontificio. |                      |           |                |            |               |               |                          |                      |            |            |            |

## Episcopologio
- Cornelio Jansenio † (6 de julio de 1565-11 de abril u 11 de mayo de 1576 falleció)
  - Sede vacante (1576-1588)
- Guillaume Damasi Van der Linden (Lindanus) † (12 de febrero de 1588-2 de noviembre de 1588 falleció)
- Pierre Damant † (18 de junio de 1590-14 de septiembre de 1609 falleció)
- Charles Maes (Masius) † (18 de agosto de 1610-21 de mayo de 1612 falleció)
- Henri François van der Burch † (1 de octubre de 1612-2 de mayo de 1616 nombrado arzobispo de Cambrai)
- Jacques Boonen † (28 de noviembre de 1616-13 de octubre de 1621 nombrado arzobispo de Malinas)
- Antoine Triest † (25 de octubre de 1621-28 de mayo de 1657 falleció)
  - Sede vacante (1657-1660)
- Charles van den Bosch † (15 de marzo de 1660-5 de abril de 1665 falleció)
- Eugène Albert de Allamont † (7 de junio de 1666-28 de agosto de 1673 falleció)
  - Sede vacante (1673-1677)
- François van Horenbeke † (24 de mayo de 1677-4 de enero de 1679 falleció)
- Ignace Augustin de Grobbendonck † (13 de noviembre de 1679-31 de mayo de 1680 falleció)
- Albert de Hornes † (13 de enero de 1681-4 de junio de 1694 falleció)
- Philippe Érard van der Noot † (8 de noviembre de 1694-3 de febrero de 1730 falleció)
- Jean-Baptiste de Smet † (6 de agosto de 1731-27 de septiembre de 1741 falleció)
- Maximilien Antoine van der Noot † (26 de noviembre de 1742-27 de septiembre de 1770 falleció)
- Govard Gérard van Eersel † (30 de marzo de 1772-24 de mayo de 1778 falleció)
- Ferdinand-Marie de Lobkowitz † (20 de septiembre de 1779-29 de enero de 1795 falleció)
- Etienne-André-François de Paule de Fallot de Béaupré de Beaumont † (11 de abril de 1802-22 de marzo de 1807 nombrado obispo de Piacenza)
- Maurice-Jean Madeleine de Broglie † (22 de marzo de 1807-20 de julio de 1821 falleció)
- Jean-François Van de Velde † (18 de mayo de 1829-7 de agosto de 1838 falleció)
- Lodewijk-Jozef Delebecque † (13 de septiembre de 1838-2 de octubre de 1864 falleció)
- Henri-François Bracq † (27 de marzo de 1865-17 de junio de 1888 falleció)
- Henri-Charles Lambrecht † (17 de junio de 1888 por sucesión-2 de julio de 1889 falleció)
- Antoine Stillemans † (30 de diciembre de 1889-9 de noviembre de 1916 falleció)
- Émile-Jean Seghers † (22 de marzo de 1917-17 de mayo de 1927 falleció)
- Honoré-Joseph Coppieters † (17 de mayo de 1927 por sucesión-20 de diciembre de 1947 falleció)
- Karel Justien Calewaert † (28 de enero de 1948-28 de diciembre de 1963 falleció)
- Leonce Albert Van Peteghem † (28 de mayo de 1964-27 de diciembre de 1991 retirado)
- Arthur Luysterman (27 de diciembre de 1991 por sucesión-19 de diciembre de 2003 renunció)
- Lucas Van Looy, S.D.B. (19 de diciembre de 2003-27 de noviembre de 2019 retirado)
- Lode Van Hecke, O.C.S.O. (27 de noviembre de 2019 - 30 de junio de 2025 retirado